# Kevin Dalzell
Pour les articles homonymes, voir Dalzell.
Pas d'image ? Cliquez ici

a Compétitions nationales et continentales officielles uniquement.

b Matchs officiels uniquement.
Kevin Dalzell, né le 25 janvier 1974 à Durban (Afrique du Sud), est un joueur international américain de rugby à XV évoluant au poste de demi de mêlée. 

## Biographie
Kevin Dalzell connaît sa première cape internationale le 21 septembre 1996 à l’occasion d'un match contre l'équipe d'Uruguay. Kevin Dalzell dispute la Coupe du monde 1999 (3 matchs) et la Coupe du monde 2003 (4 matchs).

## Statistiques en équipe nationale
- 42 sélections dont 1 fois capitaine
- Sélections par années : 1 en 1996, 5 en 1998, 9 en 1999, 8 en 2000, 3 en 2001, 5 en 2002 et 11 en 2003